# Lasiopezus affinis
Lasiopezus affinis är en skalbaggsart som beskrevs av Stefan von Breuning 1977. Lasiopezus affinis ingår i släktet Lasiopezus och familjen långhorningar. Inga underarter finns listade i Catalogue of Life.